# Kiến tạo sơn Caledonia

Vị trí các nhánh khác nhau của đai Caledonia/Acadia vào cuối thời kỳ kiến tạo sơn Caledonia (Devon sớm). Các đường bờ biển hiện tại có màu xám. Sau đó theo lịch sử địa chất, Đại Tây Dương mở ra và các phần khác nhau của đai tạo sơn này trôi dạt xa nhau.

Kiến tạo sơn Caledonia là một kỷ tạo núi (kiến tạo sơn) được ghi nhận là đã xảy ra ở các khu vực như phần phía bắc của Quần đảo Anh, tây Scandinavia, Svalbard, đông Greenland và các phần thuộc phía bắc trung tâm châu Âu. Kiến tạo sơn Caledonia bao gồm các sự kiện xảy ra từ Ordovic đến Devon sớm, cách đây khoảng 490–390 triệu năm. Nó là nguyên nhân làm khép lại đại dương Iapetus khi các lục địa và địa thể thuộc Laurentia, Baltica và Avalonia va chạm vào nhau.
Kiến tạo sơn Caledonia được đặt tên từ Caledonia, tên Latinh của Scotland. Tên này được sử dụng đầu tiên vào năm 1885 cho một đoạn của đai tạo núi thuộc bắc Âu bởi nhà địa chất học Úc tên Eduard Suess. Các nhà địa chất học như Émile Haug và Hans Stille thấy rằng kiến tạo sơn Caledonia như là một trong những pha tạo núi đã diễn ra trong suốt lịch sử Trái Đất. Quan điểm hiện tại cho rằng kiến tạo sơn Caledonia bao gồm các pha kiến tạo có tính lặp lại thể hiện theo chiều ngang. Tên "Caledonia" có thể trước đây không được sử dụng để chỉ một giai đoạn chính xác trong niên đại địa chất, nó chỉ dùng để chỉ một loạt các sự kiện liên quan đến kiến tạo.